# لو غارلاند
لو غارلاند (بالإنجليزية: Lou Garland)‏ هو لاعب كرة قاعدة أمريكي، ولد في 16 يوليو 1905 في أركي في الولايات المتحدة، وتوفي في 30 أغسطس 1990 في أيداهو فولز في الولايات المتحدة.

## وصلات خارجية
- لو غارلاند على موقعبيزبول رفرنس.كوم (الدوري الرئيسي) (الإنجليزية)
- لو غارلاند على موقعبيزبول رفرنس.كوم (الدوري الثانوي) (الإنجليزية)